# فراتر از حق و باطل
فراتر از حق و باطل: داستان‌های عدالت و بخشش (به انگلیسی: Beyond Right & Wrong: Stories of Justice and Forgiveness) یک فیلم مستند آمریکایی در مورد عدالت ترمیمی و بخشش محصول سال ۲۰۱۲ به کارگردانی راجر اسپاتیس‌وود و لخا سینگ است. این فیلم قربانیان و عاملان نسل‌کشی رواندا، منازعه فلسطین-اسرائیل و درگیری‌های ایرلند شمالی را به تصویر می‌کشد.
در ۱۳ سپتامبر ۲۰۱۲، بان کی‌مون، دبیرکل سازمان ملل متحد، این فیلم را برای مجمع عمومی در نیویورک به نمایش گذاشت. این فیلم همچنین بخشی از بخش «روایت سینمای جهان» در جشنواره بین‌المللی فیلم همپتونز در سال ۲۰۱۲ بود. در سال ۲۰۱۴ هاف‌پست مجموعه‌ای از هشت مقاله با الهام از این فیلم منتشر کرد. 